# Erna Blaas
Erna Blaas (* 19. Februar 1895 in Kirchdorf an der Krems; † 8. September 1990 in Salzburg) war eine österreichische Lyrik-Autorin.

## Leben und Wirken
Sie war eine früh verwitwete Arztgattin und lebte ab 1928 in Salzburg. Blaas machte mit einigen Gedichten in den 1930er-Jahren nationalsozialistische Propaganda, gehörte dem Bund deutscher Schriftsteller Österreichs an und trat 1938 der NSDAP bei. Sie wurde Mitglied der Reichsschrifttumskammer. Ihre Lyrik fand Aufnahme in den wesentlichen deutschnationalen Zeitschriften und Publikationen. Nach dem Zweiten Weltkrieg standen einige ihrer Werke mehrere Jahre auf der Liste der gesperrten Autoren und Bücher.
Sie gehörte zu den Autorinnen, die trotz der Anerkennung durch die Nationalsozialisten sehr rasch wieder in den Literaturbetrieb integriert werden konnten.
Sie war Mitglied der Innviertler Künstlergilde, des Österreichischen Schriftstellerverbandes 66 und des Autorenkreises Oberösterreichischer Schriftsteller.

## Auszeichnungen
- Georg-Trakl-Preis für Lyrik der Salzburger Landesregierung